# Repušnica
Repušnica är en ort i Kroatien.   Den ligger i länet Moslavina, i den östra delen av landet, 70 km sydost om huvudstaden Zagreb. Repušnica ligger 110 meter över havet och antalet invånare är 1 956.
Terrängen runt Repušnica är platt. Runt Repušnica är det ganska glesbefolkat, med 31 invånare per kvadratkilometer. Närmaste större samhälle är Kutina, 4,4 km öster om Repušnica. Trakten runt Repušnica består till största delen av jordbruksmark.